# Pelikani
Pelikani (znanstveno ime Pelecanidae) je družina ptičev, ki pripada redu močvirnikov. Vključuje tri rodove: izumrla Eopelecanus in Miopelecanus ter živeči Pelecanus.
Pelikani obstajajo že od poznega eocena in živijo še danes.